# Jia ren qu
Jia ren qu is een Chinees gedicht en lied. Het gedicht is een verwijzing naar de Han-dynastie. Het stamt ook uit deze tijd. Het gedicht is ook bekend onder de naam Beauty Song. Dit komt, omdat Zhang Ziyi het gedicht zong in de film House of Flying Daggers uit 2004.

## Tekst
Bei fang you jia ren
Jue shi er du li
Yi gu qing ren cheng
Zai gu qing ren guo
Ning bu zhi
Qing cheng yu qing guo
Jia ren nan zai de
A rare beauty in the North...
She's the finest lady on earth
One glance from her, the city falls
A second glance leaves the whole nation in ruins
There is no city or nation that has been
More cherished than a beauty like this